# آرتی‌اس‌اچ
آرتی‌اس‌اچ (انگلیسی: Albanian Radio and Television) شرکت رسانه‌ای آلبانیایی است، که در سال ۱۹۳۸ تأسیس شد.